# Rimularia sphacelata
Rimularia sphacelata är en lavart som först beskrevs av Theodor 'Thore' Magnus Fries, och fick sitt nu gällande namn av Hertel & Rambold. Rimularia sphacelata ingår i släktet Rimularia och familjen Trapeliaceae.  Arten är reproducerande i Sverige. Inga underarter finns listade i Catalogue of Life.